# Kriegerdenkmal (Sontheim)

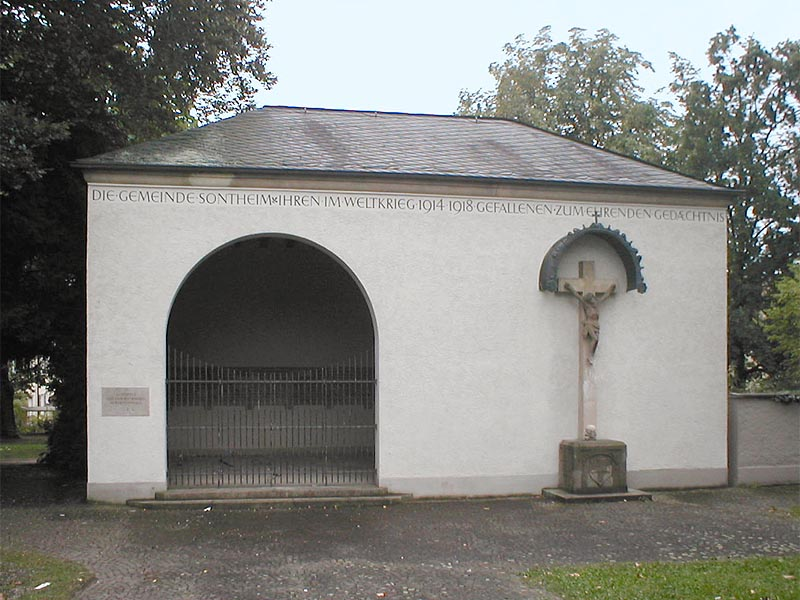
Das Kriegerdenkmal (ehemalige Friedhofskapelle) in Heilbronn-Sontheim

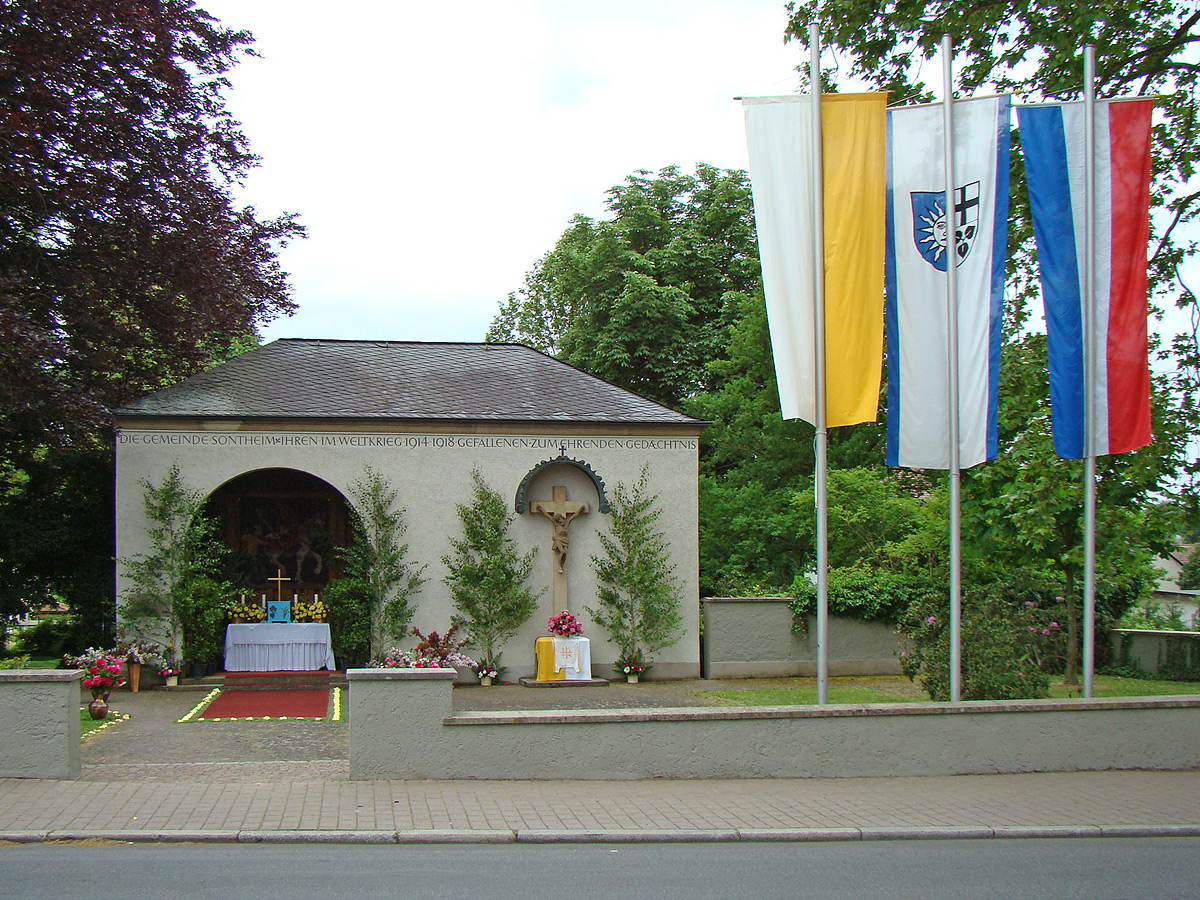
Das Bauwerk geschmückt zu Fronleichnam 2008

Das  Kriegerdenkmal  im Heilbronner Stadtteil Sontheim an der Staufenbergstraße 16 entstand 1933 durch den Umbau der alten Friedhofskapelle auf dem 1909 aufgehobenen Alten Friedhof. Das Gebäude steht unter Denkmalschutz.

## Geschichte
Der alte Friedhof in Sontheim wurde 1559 angelegt. 1731 wurde eine Friedhofskapelle erbaut, die 1886 an der Südseite um eine neo-romanische Apsis erweitert wurde.
Nachdem der Friedhof 1909 aufgegeben worden war, wurde die Kapelle 1933 mit Mitteln aus einer Stiftung der benachbarten Zwirnerei Ackermann zum Kriegerdenkmal für die Gefallenen des Ersten Weltkriegs aus Sontheim umgebaut. Im Inneren wurden Tafeln mit den nach Jahren geordneten Namen der Gefallenen angebracht und die Plastik Der gute Kamerad von Ernst Yelin, Stuttgart, aufgestellt. 
Vor dem Gebäude befindet sich ein steinernes Kruzifix von 1710 mit dem Stifterwappen des Deutschordenskomturen Franz Joseph von Reinach.
Die ehemalige Kapelle ist zu Fronleichnam weiterhin das Ziel von Prozessionen.

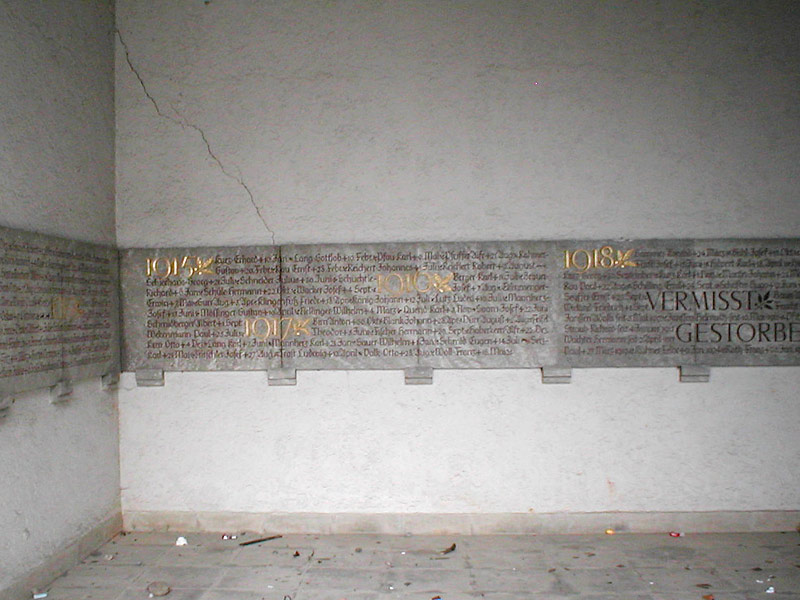
Namenstafeln im Innern des Kriegerdenkmals
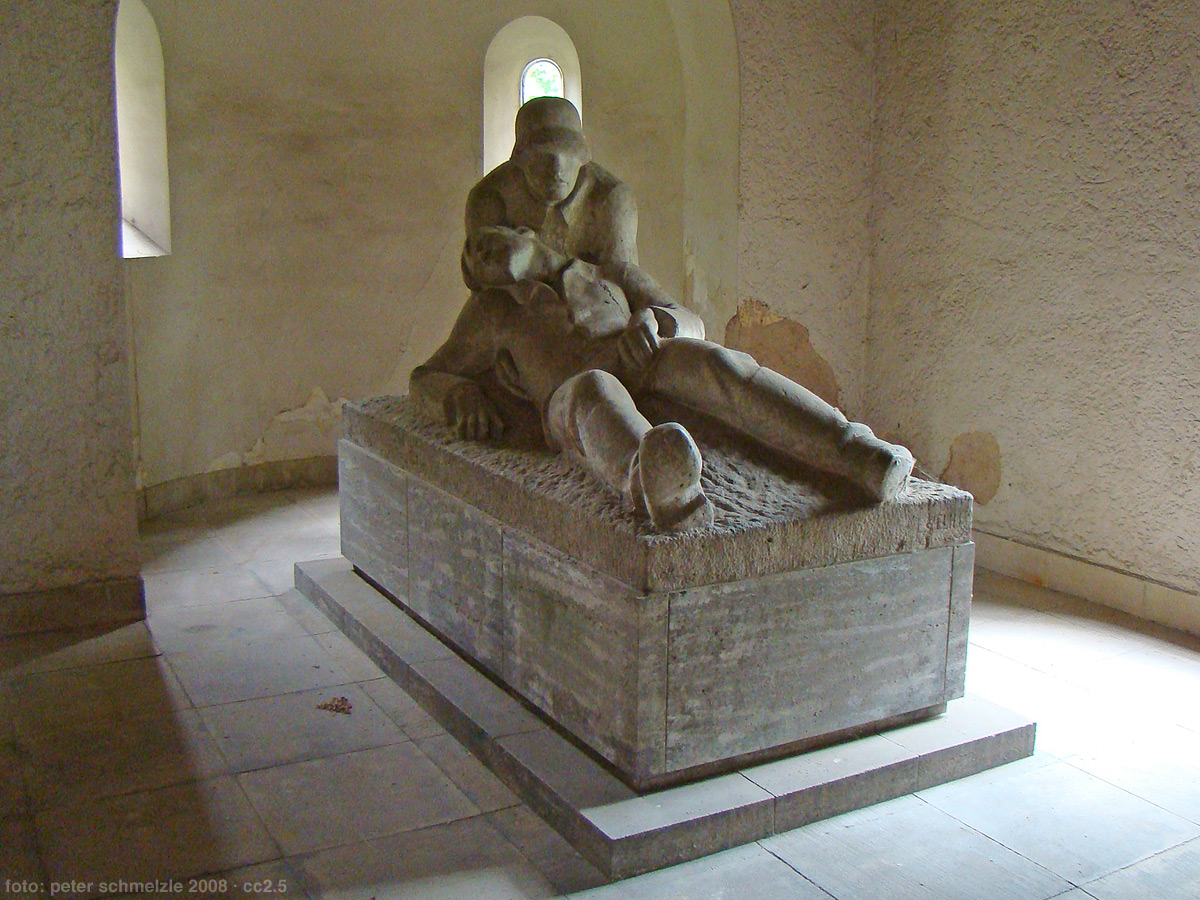
Plastik von Ernst Yelin